# Lijst van Tweede Kamerleden voor de conservatieven
Een overzicht van alle conservatieve Tweede Kamerleden in de negentiende eeuw.

## Conservatief
| Tweede Kamerlid                        | Begindatum        | Einddatum         |
| -------------------------------------- | ----------------- | ----------------- |
| J. Andreae                             | 11 december 1865  | 30 september 1866 |
| J.Ch. Baud                             | 14 oktober 1850   | 19 september 1858 |
| W.C.M. Begram                          | 15 februari 1859  | 14 september 1879 |
| J. Bieruma Oosting                     | 12 mei 1852       | 19 september 1852 |
| J. Bieruma Oosting                     | 14 juni 1853      | 14 april 1858     |
| J. Bosscha sr.                         | 14 juni 1853      | 3 april 1858      |
| F. de Casembroot                       | 19 september 1866 | 17 september 1871 |
| F. de Casembroot                       | 10 augustus 1875  | 16 september 1883 |
| J.R. Corver Hooft                      | 20 september 1875 | 16 augustus 1887  |
| J.J. van Deinse                        | 14 juni 1853      | 18 september 1859 |
| I.P. Delprat                           | 11 juli 1854      | 2 april 1858      |
| I.P. Delprat                           | 20 september 1858 | 14 september 1862 |
| J. Dirks                               | 13 februari 1849  | 30 september 1866 |
| J. Donker Hzn.                         | 16 juni 1853      | 9 maart 1855      |
| E.C.U. van Doorn                       | 13 februari 1849  | 19 april 1853     |
| W.E. Engelen                           | 14 juni 1853      | 31 maart 1855     |
| G. Fabius                              | 16 september 1873 | 16 september 1877 |
| S.R. van Franck                        | 16 juni 1853      | 14 september 1862 |
| D.Th. Gevers van Endegeest             | 7 oktober 1850    | 23 juni 1856      |
| J.K. van Goltstein                     | 10 juli 1860      | 19 september 1869 |
| W. van Goltstein van Oldenaller        | 19 september 1864 | 17 september 1871 |
| E.L. van Hardenbroek van Lockhorst     | 19 november 1866  | 31 mei 1874       |
| J.J. Hasselman                         | 20 september 1869 | 17 september 1871 |
| J. Heemskerk Azn.                      | 9 februari 1869   | 14 september 1873 |
| L. van Heiden Reinestein               | 13 februari 1849  | 30 september 1867 |
| C. Hoekwater                           | 14 juni 1853      | 2 januari 1868    |
| G.L.J. van der Hucht                   | 20 november 1866  | 17 september 1871 |
| H.A. Insinger                          | 19 november 1866  | 17 september 1871 |
| H.A. Insinger                          | 15 september 1873 | 6 april 1884      |
| E.H. s' Jacob                          | 19 november 1866  | 2 januari 1868    |
| E.H. s' Jacob                          | 18 oktober 1869   | 19 september 1875 |
| J. Kalff                               | 25 februari 1868  | 19 mei 1871       |
| J.M. de Kempenaer                      | 14 juni 1853      | 22 september 1860 |
| N.P.J. Kien                            | 18 september 1854 | 19 september 1875 |
| D. Koorders                            | 14 maart 1868     | 25 januari 1869   |
| J. van Kuyk                            | 25 februari 1868  | 12 mei 1875       |
| J. van Lennep                          | 14 juni 1853      | 16 september 1856 |
| W.F.C. van Lidth de Jeude              | 12 november 1860  | 2 januari 1868    |
| W.F.C. van Lidth de Jeude              | 14 maart 1868     | 19 september 1869 |
| W.H. Lycklama à Nijeholt               | 20 september 1858 | 18 september 1866 |
| E. du Marchie van Voorthuysen          | 13 april 1858     | 14 september 1873 |
| J. Messchert van Vollenhoven           | 16 september 1873 | 15 september 1877 |
| P. Mijer                               | 18 september 1860 | 29 mei 1866       |
| J.L. Nierstrasz C.Jzn.                 | 25 februari 1868  | 16 september 1877 |
| J.D. van der Poel                      | 12 juli 1853      | 14 september 1860 |
| J.D. van der Poel                      | 5 december 1862   | 18 september 1864 |
| W. Poolman                             | 24 april 1860     | 14 september 1860 |
| L.N. van Randwijck                     | 13 februari 1849  | 19 augustus 1850  |
| H.A. van Rappard                       | 19 november 1866  | 2 januari 1868    |
| H.A. van Rappard                       | 5 oktober 1874    | 21 december 1875  |
| H.A. van Rappard                       | 22 februari 1876  | 16 september 1877 |
| W.L.F.Ch. van Rappard                  | 14 juni 1853      | 20 september 1857 |
| G.C.J. van Reenen                      | 3 mei 1858        | 19 september 1869 |
| G.C.J. van Reenen                      | 21 februari 1870  | 19 september 1875 |
| J.C. Rijk                              | 23 juni 1853      | 1 mei 1854        |
| J.J. Rochussen                         | 20 september 1852 | 28 januari 1857   |
| J.J. Rochussen                         | 14 november 1864  | 19 september 1869 |
| P.A. Sander                            | 14 juni 1853      | 30 november 1859  |
| C. Schiffer                            | 20 februari 1849  | 25 april 1853     |
| G. Schimmelpenninck                    | 12 juli 1853      | 17 september 1854 |
| R.J. Schimmelpenninck van Nijenhuis    | 22 september 1857 | 1 juni 1866       |
| R.J. Schimmelpenninck van Nijenhuis    | 27 juni 1873      | 17 mei 1886       |
| R.J. Schimmelpenninck van Nijenhuis    | 1 mei 1888        | 14 september 1891 |
| W.A. Schimmelpenninck van der Oye      | 24 juni 1853      | 31 maart 1860     |
| J.F. Schuurbeque Boeije                | 14 juni 1853      | 17 september 1854 |
| G. Simons                              | 19 september 1864 | 16 november 1868  |
| C. Sleeswijk Vening                    | 14 juni 1853      | 2 juni 1854       |
| J.J. Slicher van Domburg               | 14 juni 1853      | 14 september 1862 |
| H. Stolte                              | 7 oktober 1850    | 29 november 1859  |
| C.A. van Sypesteyn                     | 19 september 1867 | 17 mei 1873       |
| P.H. Taets van Amerongen tot Natewisch | 7 oktober 1850    | 22 februari 1873  |
| P.M. Tutein Nolthenius                 | 8 mei 1855        | 1 juli 1858       |
| P.M. Tutein Nolthenius                 | 24 april 1860     | 18 september 1864 |
| P.B.J. Vegelin van Claerbergen         | 18 september 1848 | 6 oktober 1848    |
| P.B.J. Vegelin van Claerbergen         | 14 februari 1856  | 19 september 1858 |
| W. Wintgens                            | 14 juni 1853      | 2 januari 1868    |
| W. Wintgens                            | 18 september 1871 | 13 maart 1885     |
| H.A. Wttewaall van Stoetwegen          | 7 augustus 1866   | 26 september 1866 |
| J.P.P. van Zuylen van Nijevelt         | 19 september 1864 | 10 juni 1867      |
| J.Ph.J.A. van Zuylen van Nijevelt      | 18 september 1871 | 19 september 1875 |

## Conservatief (katholiek)
| Tweede Kamerlid                       | Begindatum        | Einddatum         |
| ------------------------------------- | ----------------- | ----------------- |
| J.H. Arnoldts                         | 18 april 1871     | 18 december 1881  |
| A.J.H. van Baar                       | 15 september 1873 | 18 september 1881 |
| Ch.A. de Bieberstein Rogalla Zawadsky | 15 september 1879 | 30 oktober 1880   |
| E.J.H. Borret                         | 13 februari 1849  | 19 september 1852 |
| F.H.H. Borret                         | 25 februari 1868  | 29 maart 1882     |
| H.J. Brouwers                         | 19 november 1877  | 24 januari 1882   |
| J.M.B.J. van der Does de Willebois    | 25 februari 1868  | 11 december 1875  |
| G.E.G.C.K. Dommer van Poldersveldt    | 13 februari 1849  | 16 mei 1862       |
| J.H.L. Haffmans                       | 24 november 1866  | 18 september 1881 |
| P. van den Heuvel                     | 18 september 1871 | 30 september 1877 |
| Ch.J.A. Heydenrijck                   | 20 september 1869 | 18 september 1881 |
| G.E.F.X.M. Kerens de Wylré            | 15 september 1873 | 4 januari 1880    |
| F.H.K.E. de Keverberg van Kessel      | 11 maart 1864     | 18 september 1864 |
| H.F. Lambrechts                       | 15 september 1873 | 18 september 1881 |
| P.L. de Lom de Berg                   | 13 februari 1849  | 2 januari 1868    |
| A.F.X. Luyben                         | 31 oktober 1859   | 2 januari 1868    |
| A.F.X. Luyben                         | 20 september 1869 | 9 december 1873   |
| A.F.X. Luyben                         | 26 februari 1874  | 6 juni 1880       |
| J.L.A. Luyben                         | 13 februari 1849  | 14 september 1859 |
| A.A.J. Meijlink                       | 20 september 1854 | 14 september 1862 |
| A.A.J. Meijlink                       | 5 december 1862   | 10 december 1863  |
| J.A. Mutsaers                         | 13 februari 1849  | 15 november 1850  |
| C.J.Ch.H. van Nispen van Sevenaer     | 18 september 1871 | 21 december 1875  |
| C.J.Ch.H. van Nispen van Sevenaer     | 22 februari 1876  | 16 september 1883 |
| J.A.Ch.A. van Nispen van Sevenaer     | 25 februari 1868  | 4 mei 1875        |
| R.A.J.B.M. van Nispen van Sevenaer    | 10 augustus 1875  | 19 september 1875 |
| P.G.J. van der Schrieck               | 22 februari 1876  | 1 september 1881  |
| P.J.A. Smitz                          | 26 februari 1868  | 16 september 1877 |
| J.B.A.J.M. Verheyen                   | 24 november 1866  | 30 oktober 1880   |
| F.J.E. van Zinnicq Bergmann           | 19 november 1866  | 24 februari 1879  |

## Conservatief (protestants)
| Tweede Kamerlid                 | Begindatum        | Einddatum         |
| ------------------------------- | ----------------- | ----------------- |
| W.M. de Brauw                   | 14 juni 1853      | 16 januari 1874   |
| C. van Foreest                  | 16 juni 1853      | 19 september 1869 |
| C. van Foreest                  | 20 september 1870 | 21 mei 1875       |
| M.A.F.H. Hoffmann               | 7 oktober 1850    | 19 september 1852 |
| M.A.F.H. Hoffmann               | 12 juli 1853      | 7 december 1873   |
| C.Th. van Lynden van Sandenburg | 7 augustus 1866   | 2 januari 1868    |
| C.Th. van Lynden van Sandenburg | 20 september 1869 | 26 augustus 1874  |

## Conservatief-liberaal
| Tweede Kamerlid                  | Begindatum        | Einddatum         |
| -------------------------------- | ----------------- | ----------------- |
| J.N. Bastert                     | 25 september 1875 | 14 september 1879 |
| J.N. Bastert                     | 30 april 1880     | 10 oktober 1884   |
| J.N. Bastert                     | 22 mei 1894       | 16 september 1901 |
| J. de Bosch Kemper               | 25 februari 1868  | 19 september 1869 |
| J.K. van Goltstein               | 13 februari 1849  | 12 maart 1858     |
| P. Gouverneur                    | 18 februari 1851  | 19 september 1852 |
| F.A. van Hall                    | 20 september 1858 | 23 februari 1860  |
| J. Heemskerk Azn.                | 15 september 1860 | 18 september 1864 |
| S. van Heemstra                  | 15 september 1862 | 19 december 1864  |
| J.L.M. Leclercq                  | 13 februari 1849  | 19 augustus 1850  |
| J.Th.H. Nedermeyer van Rosenthal | 13 februari 1849  | 31 oktober 1849   |
| M.J. Pijnappel                   | 19 november 1866  | 19 september 1869 |
| M.J. Pijnappel                   | 28 juni 1894      | 16 september 1901 |
| E.Th. Scheltinga Winterberg      | 13 februari 1849  | 19 augustus 1850  |
| J.J. Slicher van Domburg         | 13 februari 1849  | 25 april 1853     |
| C.M. Storm van 's Gravesande     | 13 februari 1849  | 14 september 1879 |
| P. van der Veen                  | 7 oktober 1850    | 30 september 1866 |
| W.H. van Voorst                  | 13 februari 1849  | 19 september 1853 |
| S. van Walchren                  | 13 februari 1849  | 25 april 1853     |
| W. Wintgens                      | 13 februari 1849  | 25 april 1853     |
| S. Wybenga                       | 28 juni 1855      | 19 september 1869 |
| J.P.P. van Zuylen van Nijevelt   | 20 september 1858 | 14 maart 1861     |

## Ultraconservatief
| Tweede Kamerlid             | Begindatum        | Einddatum        |
| --------------------------- | ----------------- | ---------------- |
| F.P. Bijleveld              | 18 september 1848 | 6 oktober 1848   |
| H.J. Caan                   | 18 september 1848 | 6 oktober 1848   |
| H. Cock                     | 18 september 1848 | 6 oktober 1848   |
| A.J.F. Egter van Wissekerke | 6 februari 1846   | 12 februari 1849 |
| M.A.F.H. Hoffmann           | 22 oktober 1844   | 12 februari 1849 |
| G. van Leeuwen              | 21 oktober 1845   | 12 februari 1849 |
| A. Modderman                | 18 september 1848 | 6 oktober 1848   |
| Ch. Meyer Nap               | 20 oktober 1846   | 12 februari 1849 |
| Ch. Nepveu                  | 18 september 1848 | 6 oktober 1848   |
| H. Nienhuis                 | 18 september 1848 | 6 oktober 1848   |
| C. Star Busmann             | 22 oktober 1844   | 15 oktober 1848  |